# نیکولسکویه (شهرستان آلتایسکی، سرزمین آلتای)
نیکولسکویه (به لاتین: Nikolskoye) یک منطقهٔ مسکونی در روسیه است که در سرزمین آلتای واقع شده‌است.